# Ilex sapiiformis
L'agrifoglio di Pernambuco (Ilex sapiiformis Reissek, 1861 ) è una pianta appartenente alla famiglia delle Aquifoliaceae, endemica dello stato di Pernambuco in Brasile.

## Descrizione
Può crescere fino a 12 metri di altezza ed è dioico. I fiori sono piccoli e bianchi.

## Distribuzione e habitat
La specie si può trovare solo in una piccolissima area forestale, vicino ad una piantagione di canna da zucchero nel comune di Igarassu, vicino all'area metropolitana di Recife.

## Conservazione
La Lista rossa IUCN classifica Ilex sapiiformis come specie in pericolo critico di estinzione (Critically Endangered).
Dopo che l'olotipo fu descritto nel 1836, non furono trovati altri individui e la specie fu considerata probabilmente estinta per quasi 200 anni, fino a quando furono trovate 4 piante (2 maschi e 2 femmine) nel marzo 2023. Da allora, uno degli alberi è morto , lasciando solo 3 individui conosciuti, rendendo la pianta quasi vicina all'estinzione a meno che non venga eseguita la propagazione in cattività o la conservazione dell'habitat.